# أبو نصر الزينبي
أبو نصر محمد بن محمد بن علي بن حسن بن محمد بن عبد الوهاب بن سليمان بن محمد بن سليمان بن عبد الله بن محمد بن إبراهيم الإمام بن محمد الكامل بن علي السجاد بن عبد الله بن العباس العباسي الهاشمي الزينبي البغدادي. أحد رواة الحديث النبوي.
ولد في صفر سنة 387 هـ. سمع من أبا طاهر المخلص، وأبا بكر محمد بن عمر بن زنبور، وأبا الحسن بن الحمامي، وغيرهم. وكان آخر من حدث عن المخلص وابن زنبور في الدنيا. روى عنه: الحميدي، وابن الخاضبة، والبرداني، وابن طاهر، ومؤتمن الساجي، وأبو نصر الغازي، وإسماعيل بن محمد التيمي، وإسماعيل بن السمرقندي، وعلي بن طراد وأخوه محمد، ووجيه الشحامي، ومحمد بن القاسم الشهرزوري الموصلي، وقاضي سنجار مظفر بن أبي أحمد، وأحمد بن محمد بن المؤيد بالله، وأبو الفضل محمد بن عمر الأرموي، وأبو بكر بن الزاغوني، وأبو محمد المادح، وخلق كثير، آخرهم موتا هبة الله بن أحمد الشبلي، وبقي بعده يروي عنه بالإجازة أبو الفتح بن البطي.
قال أبو سعد السمعاني: «أبو نصر شريف زاهد ، صالح دين ، متعبد، هجر الدنيا في حداثته، ومال إلى التصوف، وكان منقطعا في رباط شيخ الشيوخ أبي سعد، انتهى إليه إسناد البغوي، ورحل إليه الطلبة... وسمعت أبا الفضل ابن المهتدي بالله يقول: كان أبو نصر الزينبي إذا قرئ عليه اللحن، رده لكثرة ما قرئت عليه تلك الأجزاء... وسمعت إسماعيل الحافظ بأصبهان ، يقول: رحل أبو سعد البغدادي إلى أبي نصر الزينبي، فدخل بغداد، ولم يلحقه، فحين أخبر بموته خرق ثوبه، ولطم، وجعل يقول من أين لي علي بن الجعد عن شعبة، فسألت إسماعيل عن الزينبي، فقال: زاهد، صحيح السماع، آخر من حدث عن المخلص».

## وفاته
قال السمعاني وغيره مات في الحادي والعشرين من جمادى الآخرة سنة 479 هـ.